# Goi (래퍼)
goi(2000년 12월 7일 ~)는 대한민국의 래퍼다. 2020년 EP [boy's weep]으로 데뷔했다.

## 방송
- 쇼미더머니 5 (2016) - 1차 예선 탈락
- 고등래퍼 3 (2019) - Top16(16위)

## 음반
- 고등래퍼3 팀대항전 Part 2 (2019)
- 고등래퍼3 Final (2019)
- 고등래퍼3 Instrumental (2019)
- boy's weep (2020)